# Długi Kąt (województwo mazowieckie)
Długi Kąt – wieś sołecka w Polsce położona w województwie mazowieckim, w powiecie ostrołęckim, w gminie Lelis.

## Położenie
Długi Kąt leży na Równinie Kurpiowskiej, między Rozogą a kompleksem leśnym.

## Historia
W roku 1827 Długi Kąt liczył 137 mieszkańców w 33 domostwach.
W latach 1921–1939 wieś leżała w województwie białostockim, w powiecie ostrołęckim, w gminie Nasiadki (od 1931 w gminie Durlasy).
Według Powszechnego Spisu Ludności z 1921 roku wieś zamieszkiwało 249 osób, 225 było wyznania rzymskokatolickiego a 46 mariawickiego. Jednocześnie wszyscy mieszkańcy zadeklarowali polską przynależność narodową. Było tu 45 budynków mieszkalnych. Miejscowość należała do parafii rzymskokatolickiej w Kadzidle. Podlegała pod Sąd Grodzki w Ostrołęce i Okręgowy w Łomży; właściwy urząd pocztowy Ostrołęka 1.
W wyniku agresji niemieckiej we wrześniu 1939 wieś znalazła się pod okupacją niemiecką. Od 1939 do wyzwolenia w 1945 włączona w skład Landkreis Scharfenwiese, rejencji ciechanowskiej Prus Wschodnich III Rzeszy.
W latach 1975–1998 miejscowość administracyjnie należała do województwa ostrołęckiego.
W 2021 roku, tak jak w 2017 Długi Kąt liczył 267 mieszkańców.

## Religia
Wierni kościoła rzymskokatolickiego należą do parafii pw. Ducha Świętego w Kadzidle lub do parafii Matki Bożej Nieustającej Pomocy w Lelisie.
W latach 1906–1932 wieś była ośrodkiem mariawityzmu na Kurpiach i siedzibą Kadzidłowskiej Parafii Przenajświętszego Sakramentu z siedzibą w miejscowym kościółku. W 1932 świątynię przeniesiono do Brzozówki. Na północno-zachodnim skraju wsi zachował się cmentarz mariawicki.